# Апраксин двор
Апра́ксин двор (Апрашка) — архитектурный комплекс в центральной части Санкт-Петербурга между Садовой улицей, Апраксиным переулком, набережной реки Фонтанки и улицей Ломоносова, один из крупнейших исторических торговых центров города. Занимает площадь в 14 гектаров, включает в себя 57 корпусов. Общая площадь внутренних помещений составляет 170 тыс. м².
Комплекс сформировался на территории двух названных в честь их владельцев участков, Апраксина и Щукина двора, ставших центрами торговли после пожара 1782 года на близлежащем Большом морском рынке. Это разделение сохранилось до наших дней.
Деревянная застройка территории была уничтожена в результате пожара 1862 года. В последующие десятилетия под руководством архитекторов Иеронима Корсини и Александра Кракау здесь были возведены типовые торговые корпуса в стиле эклектики. Территория Щукина двора стала также называться Мариинским рынком.
В советское время большая часть помещений использовалась в качестве складов. С конца 1980-х годов начинают разрабатываться планы реконструкции территории. Сразу после распада Советского союза около половины площадей Апраксина двора было приватизировано. Он стал главным вещевым рынком Петербурга.
В 1990-е годы Апраксин двор имел криминальную репутацию, значительный объём товаров составлял контрафакт. В XXI веке Апраксин двор неоднократно страдал от пожаров. Рынок был заполнен самостроем, многие помещения незаконно перепланировали. Большая часть зданий комплекса находится в неудовлетворительном состоянии, часть корпусов закрыта и не эксплуатируется.
В опросе Института дизайна и урбанистики Университета ИТМО за 2021 год, жители Петербурга назвали Апраксин двор одним из трёх самых нелюбимых мест города.

## Первые десятилетия

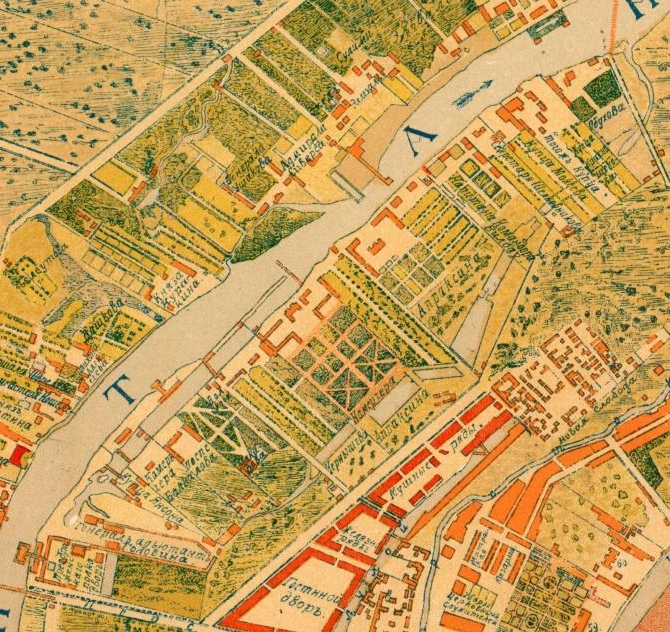
Владения Чернышёва и Апраксина на плане 1738 года. На противоположной стороне Садовой улицы расположены Мучные ряды Большого морского рынка.

На участке графа Григория Чернышёва, расположенном у Фонтанки к югу от нынешней улицы Ломоносова, к 1716 году были «хоромы и людские избы построены, и сад разведён и огорожен, и пруды сделаны». В 1734 году императрица Анна Иоанновна выкупила владения Яна Гови на Адмиралтейском острове и передала их своему камергеру Фёдору Андреевичу Апраксину «для постройки каменного дома». На городском плане 1738 года территория вдоль Фонтанки от участка Чернышёва до нынешней Гороховой улицы обозначена как владения «камергера Апраксина». На территории современного Апраксина двора, по всей видимости, находились хозяйственные постройки усадьбы.
После пожара 1736 года Морской рынок был перенесён на площадь напротив владений Чернышёва и Апраксина. Получение у Городского магистрата участков для торга осложнялось рядом формальностей, и некоторые купцы предпочитали арендовать землю на близлежащих частных территориях. К 1740 году на дворе Чернышёва «построились купецких людей да отставных солдат итого 13 человек».
В 1746—1756 годы в «Санкт-Петербургских ведомостях» публикуются объявления о продаже участков прокурора Андрея Батюшкова напротив Большого морского рынка, включающих каменный дом. В 1751 году младший сын графа Чернышёва Иван выставляет на продажу унаследованный им двор. Новым собственником становится купец Иван Щукин. В 1758 году он совместно с купцами Роговиковым и Мурзиным безуспешно пытался выиграть торги за питейный откуп у Саввы Яковлева.
В январе 1766 года был принят доклад Комиссии о Санкт-Петербургском строении, касающийся застройки 2-й Адмиралтейской части. «Деревянное всякое строение» следовало «уничтожить, а строить каменное». Владельцам дворов у Мойки и Фонтанки, неспособным их застроить вдоль улиц, предлагалось предписать «оные дворы, разделя на части, продать, а… кто места вновь по фасаде не застроит, и не продаст в пять лет, у таких незастроенные места отбирать». Мучные ряды Большого морского рынка предлагалось перенести на Фонтанку «для выгоды в провозе барками» и вырыть поблизости обширную гавань.
В 1754 году имение Фёдора Апраксина на Фонтанке унаследовал его восьмилетний сын Матвей. В 1760—1770-е годы в «Санкт-Петербургских ведомостях» публикуются объявления о продаже доставшейся ему собственности целиком и посаженно. С 1771 года в них говорится о наличии на участке каменного строения. В 1780 году в Апраксином переулке уже располагался Охотный, или Птичий ряд, где «продавались живые и битые птицы, собаки, кошки, обезьяны, лисицы и другие живые звери; здесь же были ряды: лоскутный, ветошный, шубный, табачный, мыльный, свечной, луковый, седельный, нитяный, холщовый, шапочный и „стригальный“ ряд, „где фельдшеры сидят для стрижения волос и бород“».

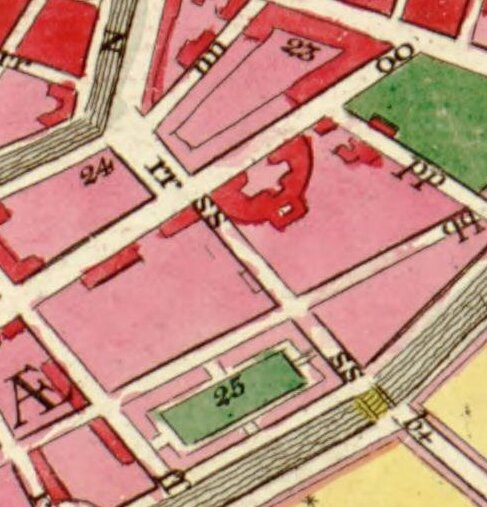
Фрагмент генерального плана 1776 года. Территорию Апраксина двора должна была пересекать Большая Матросская улица (обозначена литерой qq).

На участке Щукина вдоль Чернышёва переулка находились деревянные службы и лавки, здесь также был возведён двухэтажный каменный дом (Старощукинский трактир). В дополнение к существовавшему на внутренней территории фруктовому саду был разбит ещё один у набережной Фонтанки, где также был построен пивоваренный завод с рядом амбаров. Вдоль Садовой улицы был возведён трёхэтажный каменный дом, в котором располагалась кузница и Новощукинский трактир. По мнению Петра Столпянского, расходы на его постройку могли привести к разорению Щукина. Городской магистрат в середине 1770-х годов взял имущество своего конкурента в секвестр и выставил его на продажу за исключением земель, предназначенных для строительства гавани и мучных рядов. На проводившихся в последующие шесть лет торгах покупателя найти не удалось.

## Развитие после пожара Большого морского рынка
После пожара 1782 года, уничтожившего Большой морской рынок, торговля переместилась на территории Апраксина и Щукина дворов. В июле 1783 года Щукин двор был передан Комиссии об устройстве народных училищ. В её работе принимал участие один из кредиторов Щукина Степан Струговщиков, который уже через неделю был назначен распоряжаться территорией и полученными с неё доходами. На деятельность Комиссии из казны выделялось всего 2600 рублей, остальные средства она должна была изыскивать самостоятельно. В декабре в здании на Садовой улице были открыты Главное народное училище и Учительская семинария, причём все помещения, за исключением верхнего этажа, сдавались внаём.
Значительную часть помещений Щукина двора занимали питейные дома, приносившие наибольшую прибыль. В 1786 году Екатерина II распорядилась прекратить их соседство с учебным заведением. Училище и семинария были выведены с территории Щукина двора, в верхнем этаже главного корпуса расположилось управление Комиссии. Соседство с питейными домами приносило неудобства не только Комиссии, но и купцам: «…питейный дом по дурному своему запаху, и по выходе… пьяных людей отбивает всех лучших покупателей…». В 1802 году группа купцов арендовала помещения в лицевом корпусе за более высокую плату, чтобы «в оных только одни торговые лавки без огня содержать».
Комиссия произвела перестройку главного здания, отделку флигелей, построила новые каменные и деревянные лавки. В 1787 году было перестроено пришедшее в ветхость здание Старощукинского трактира. В конце 1790-х годов новый директор народных училищ Иван Ростовцев сообщал, что главный корпус «от долговременности почернел», его карниз «от сырости крошится и упадает на низ целыми кирпичами», «балки и прочая деревянная обделка пришли в совершенную ветхость, также внутри двора деревянные мостовые по долговременности своей сгнили». Полноценному ремонту препятствовала его дороговизна и нехватка материалов — «все балочные брёвна по обязанностям поставщиков были выставлены к построению Михайловского замка». В 1802 году в Чернышёвом переулке был построен магазин для хранения и продажи книг, издававшихся Комиссией. Этот «дом оставался долгое время без всякого призору, отчего сделалось пристанище подозрительных людей».

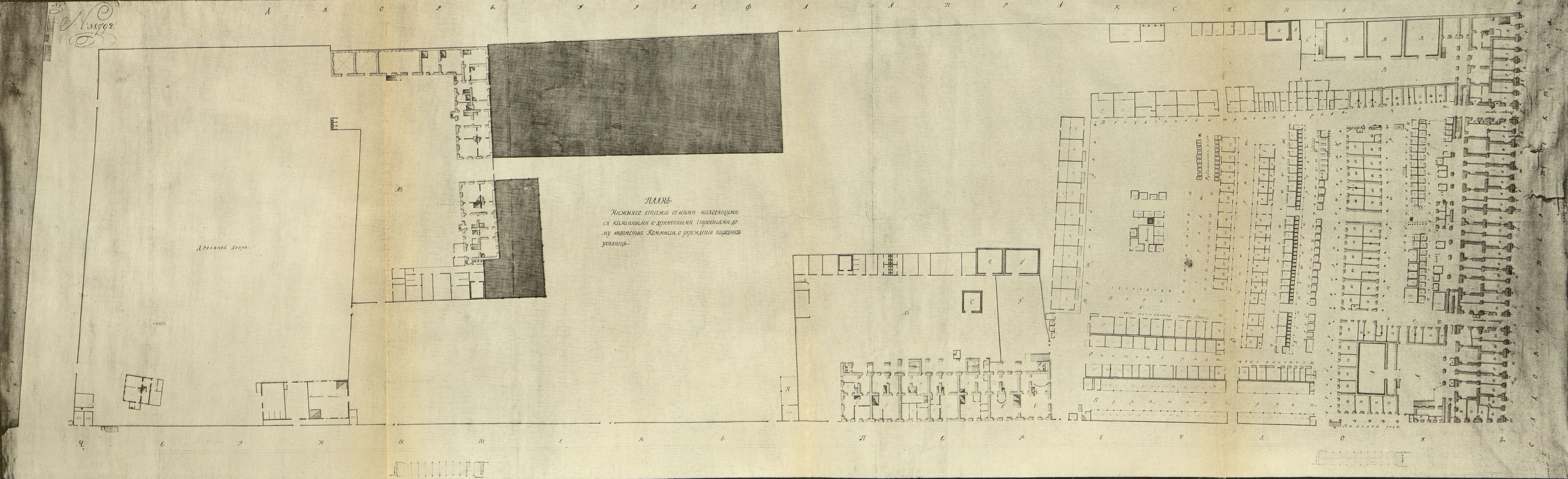
План нижнего этажа строений Щукина двора, 1794 год

Уже в 1784 году доходность Щукина двора выросла почти втрое. В 1794 году здесь размещалось 462 торговые лавки. В 1796—1800 годы во флигеле у Апраксина двора располагалась типография. В 1802 году Комиссия вошла в состав Министерства народного просвещения. К этому времени Щукин двор включал в себя 579 торговых лавок и приносил 50 тысяч рублей дохода.
После пожара на Большом морском рынке Матвей Апраксин начинает сдавать «желающим лавки на первый год бесплатно, с тем, чтобы второй год платили за наём каждой по 100 рублей, на третий по 200 рублей, а на четвёртый по 300 рублей и свыше сей цены никогда более». На его участке в 1780-е годы возводится трёхэтажный корпус на Садовой улице, примыкающий к Щукину двору, в 1790-е — отдельно стоящий корпус ворот напротив Банковского переулка и двухэтажный корпус, выходящий торцом на Апраксин переулок. В 1793 году Апраксин получает право сдавать и продавать лавки вместе с землёй. В 1802 году он добивается разрешения вести торговлю во дворе дома. Большую часть торговой зоны занимают деревянные корпуса, расположенные по периметру прямоугольной площади со зданием важни в центре. В 1803 году Матвей Апраксин умирает, и вскоре двор отходит его внуку Степану. В 1803 году запрещается торговля мясом и рыбой на Щукином, а в 1805 году и на Апраксином дворе.

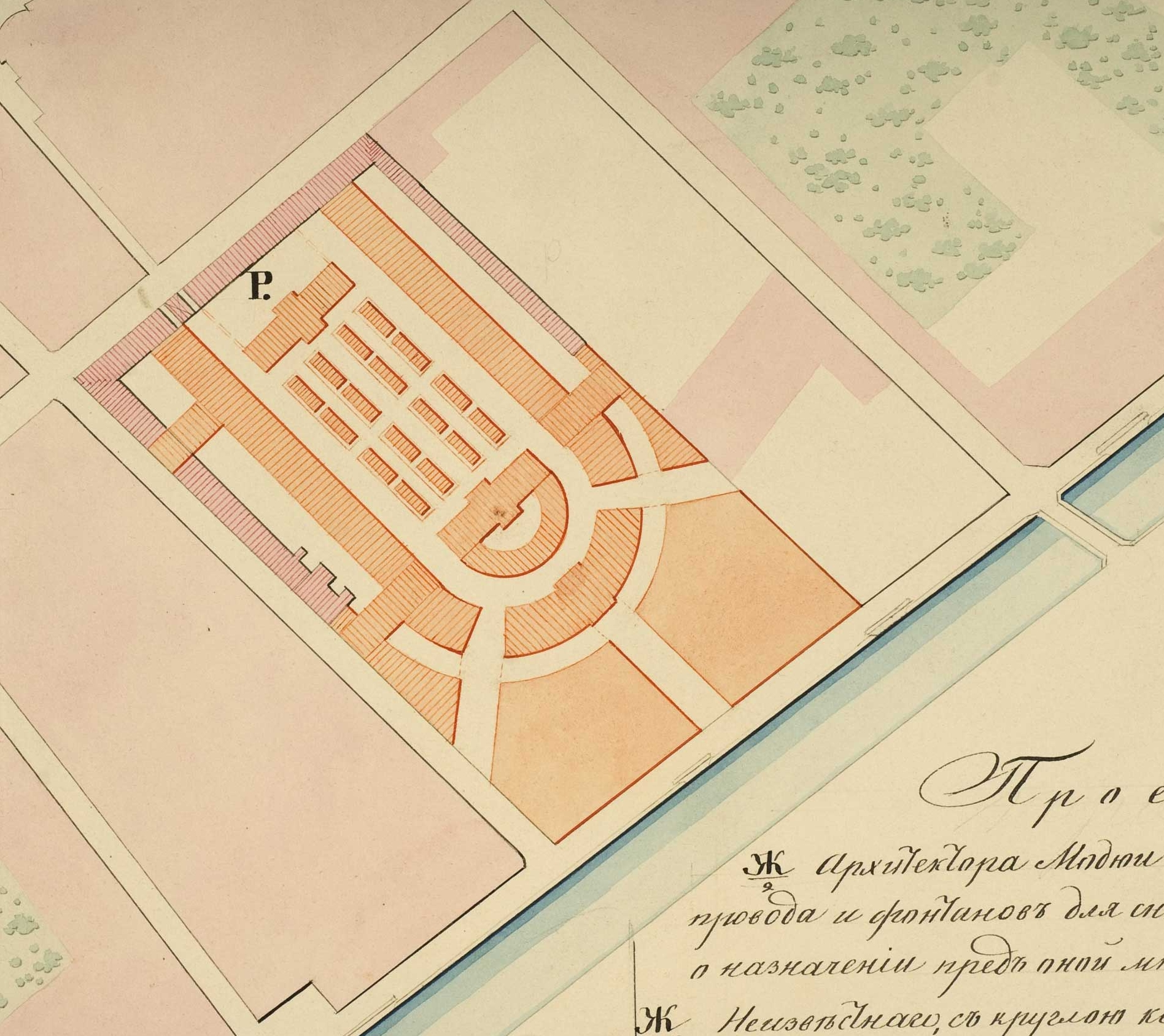
Проект Антуана-Франсуа Модюи по застройке Апраксина двора, 1818 год

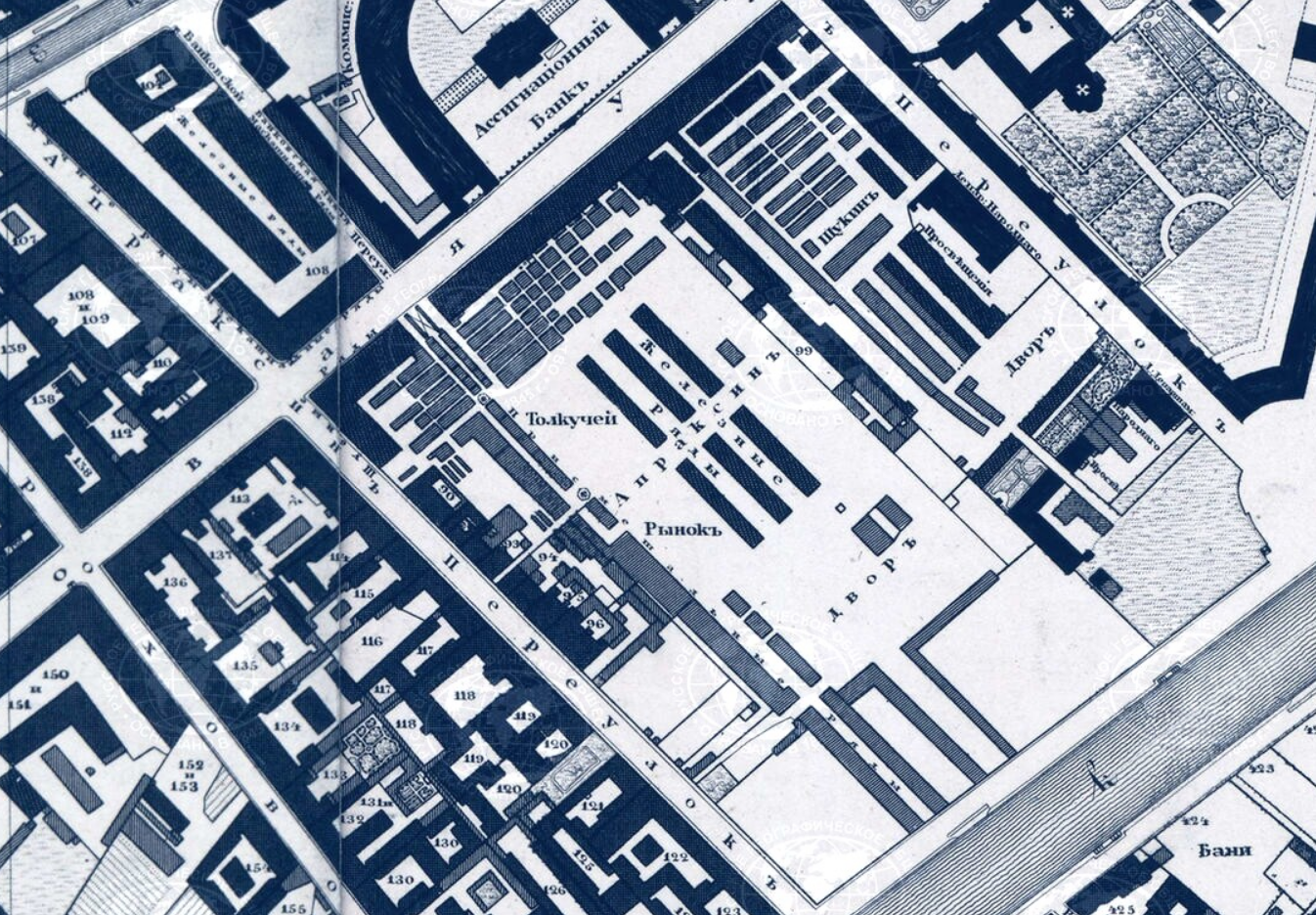
Апраксин и Щукин дворы на плане Шуберта 1828 года

В 1816—1818 годы начал реализовываться план по преобразованию района Театральной площади, в результате чего треть территории Щукина двора была застроена зданиями министерств по проекту Карла Росси, а в центре Апраксина двора было возведено 6 одинаковых торговых корпусов архитектора Антуана-Франсуа Модюи. Симметрично Театральной улице был запланирован проезд, перспектива которого оканчивалась бы комплексом торговых корпусов Апраксина двора. В последующие десятилетия на Щукином дворе велась реконструкция ветхих корпусов, территория Апраксина двора застраивалась деревянными торговыми лавками. Территории у Фонтанки используются для лесных и дровяных складов, участки вдоль Апраксина переулка отдаются под частную жилую застройку.
В 1833 году император Николай I издаёт указ об объединении Щукина и Апраксина дворов. В 1841—1842-е годы на Щукином дворе был построен первый в Петербурге пассаж. Около полусотни каменных лавок были расположены в две линии, соединённые общей стеклянной крышей. К началу 1850-х годов Щукин двор насчитывал 16 каменных корпусов, Апраксин — 8. В 24 деревянных линиях велась торговля мебелью, тканями, обувью, галантерейными, кожевенными и хозяйственными товарами. В 1861 году по проекту Иеронима Корсини сооружается пассаж на Апраксином дворе.

## Пожар 1862 года

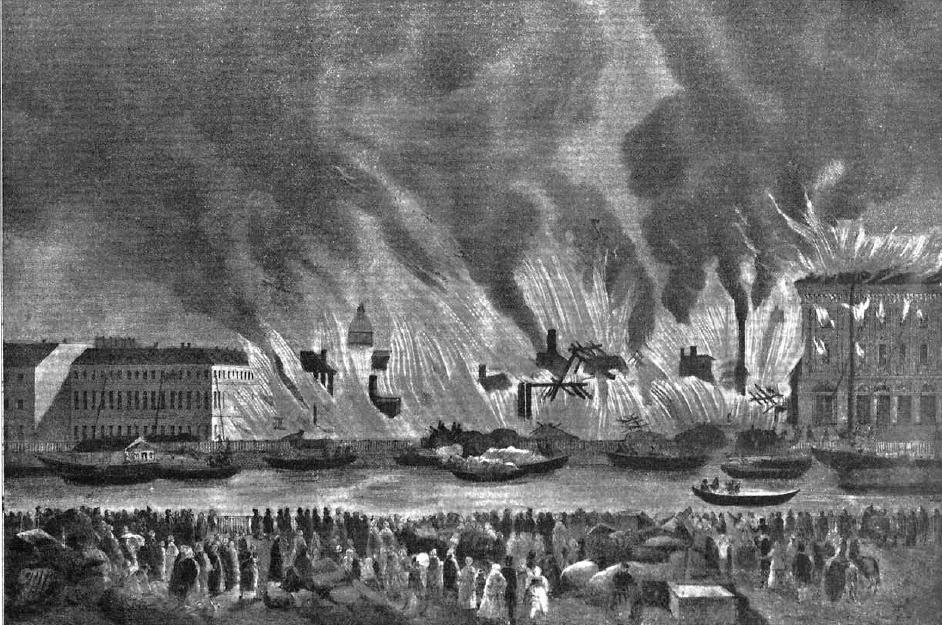
Пожар Апраксинского рынка в 1862 году

К середине XIX века Апраксин двор стал центром, вокруг которого располагались правительственные учреждения — Гостиный двор, Пажеский корпус, Государственный банк, Министерство внутренних дел и его архив. Майский пожар 1862 года полностью уничтожил все деревянные и большинство каменных построек Апраксина и Щукина дворов, фондам находившихся поблизости учреждений был нанесён колоссальный ущерб. Убытки от пожара превышали 60 миллионов рублей, более 20 тысяч работников рынка остались без средств существования. 4 июня для торговцев был разбит палаточный лагерь на Семёновском плацу.
В обществе звучали разные версии произошедшего — одни подозревали в поджоге радикально настроенную политическую оппозицию, другие обвиняли правительство в намеренной провокации. Пожар Апраксина двора стал поворотной точкой во внутренней политике Александра II, а согласно мнению молодого тогда Петра Кропоткина — и в истории России.

## Восстановление
Степан Апраксин скончался незадолго до пожара. Его старший сын Фёдор умер в 1858 году, оставив после себя дочь Александру. Она была несовершеннолетней, поэтому опекунами над Апраксиным двором были назначены её дядя и сонаследник Антон Апраксин и граф Сергей Строганов. 12 апреля 1863 года Министерство финансов уступило территорию Щукина двора обществу местных торговцев за 800 тысяч рублей.

После пожара большинство зданий Щукина и Апраксина дворов были признаны непригодными для дальнейшего использования. Антон Апраксин принял решение строить на рынке только каменные корпуса. Расходы на реконструкцию и строительство вогнали его в многомиллионные долги.

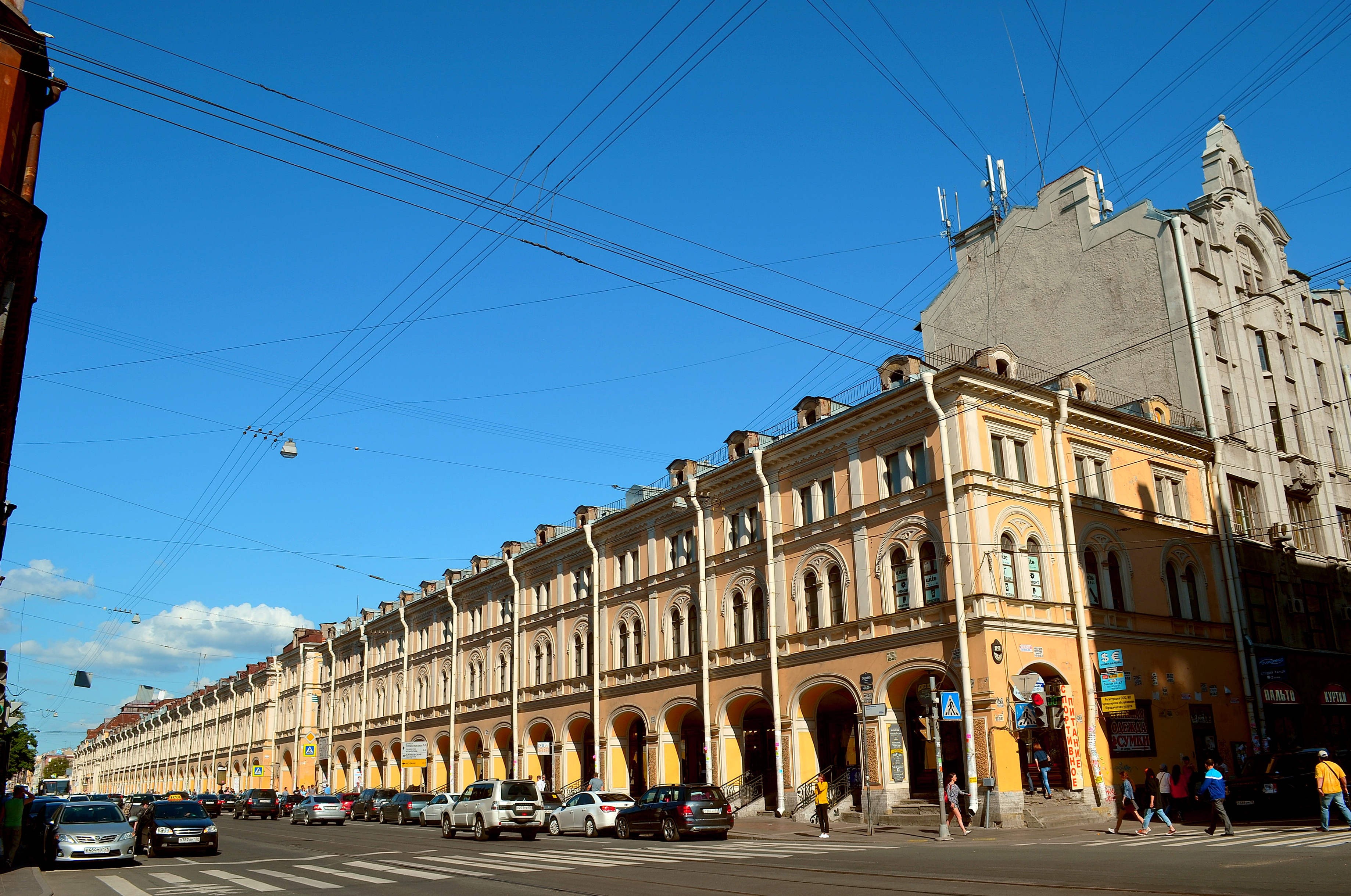
Александровская линия

Иероним Корсини разработал план застройки Апраксина двора, Александр Кракау — Щукина двора. В 1862—1864 годы восстанавливаются лицевые корпуса по Садовой улице. Они получили названия в честь императорской супружеской четы: корпус Щукина двора был назван Мариинской линией; корпус Апраксина двора — Александровской. Здания сохраняли традиционный для гостиных дворов внешний облик, а внутри представляли собой типичные для пассажей крытые улицы. Декор фасада Мариинской линии был стилизован под французский Ренессанс, Александровской — под итальянское Возрождение.

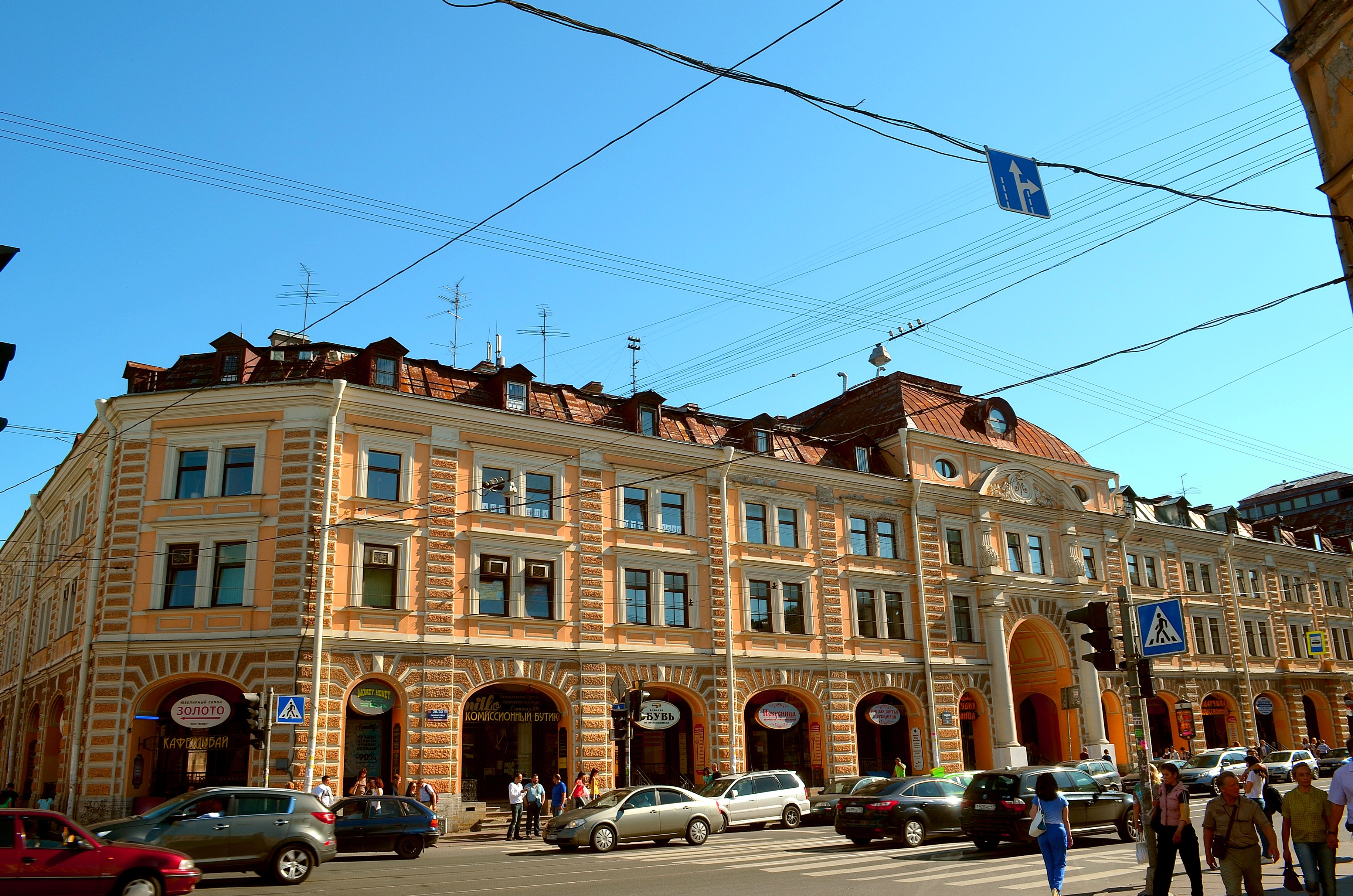
Мариинская линия

В 1862—1863 году Кракау восстанавливает здания по Чернышёву переулку: двухэтажный Суконный ряд с фасадом в стиле классицизма, примыкающий к лицевому фасаду галереей с аркадой, и Старо-Щукинский трактир с жилыми помещениями в двух верхних этажах (дом Мариинского общества торговцев — впоследствии в нём находилась Мариинская гостиница). Проект Кракау отличается цельностью композиционного построения внутренней застройки Щукина двора: перспективы основных продольных проездов завершались куполами надвратных павильонов лицевого корпуса, центральное место занимал пассаж. В 1864 году руководство строительством было передано Людвигу Фонтана. В целом к 1866 году строительство было завершено.
Апраксин двор застраивался около двух десятилетий. План Корсини предусматривал застройку территории рядами однотипных зданий по модели корпусов 1810-х годов. Торцы корпусов за Александровской линией соединяются полуциркульными арками, предполагается попарно возвести между ними остеклённые галереи. В 1860-е годы строительством наряду с Корсини занимались Григорий Карпов, Николай Гребёнка, Александр Климов, в 1870-е — Людвиг Фонтана, Андрей Бертельс. Толкучий двор был перенесён на построенный в конце десятилетия Ново-Александровский рынок. В 1866 году на территории Апраксина двора также была открыта названная в честь Осипа Комиссарова бесплатная школа, в которой преимущественно обучались дети ремесленников.
В 1873 году Антон Степанович расплатился с другими наследниками и стал единственным владельцем Апраксина двора. В 1875 году был утверждён новый генеральный план территории. В юго-восточной части между основными линиями возводятся поперечные корпуса, формируется застройка по Апраксину переулку. На набережной в 1876—1878 годы возводится здание театра по проекту Фонтана. В 1877—1879 годы по проекту Ивана Слупского проводится реконструкция пассажа Апраксина двора — Ягодных (Фруктовых) рядов. В 1880-е годы застройка территории завершается возведением на набережной корпуса Линевича по проекту Бертельса и храма Воскресения Христова по проекту Фонтана. При храме была открыта богадельня для вдов Кавалергардского полка, в котором служил граф Апраксин.

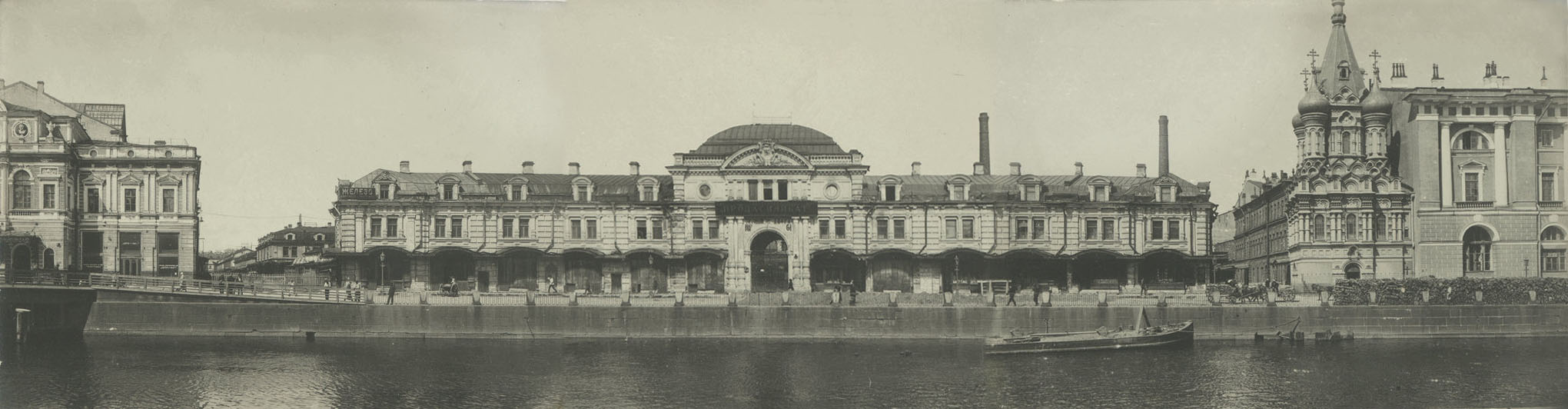
Театр, корпус Линевича и церковь Воскресения Христова на набережной Фонтанки

Все постройки на территории были выполнены в стиле эклектики. Двухэтажные кирпичные торговые корпуса имели нумерацию и состояли из нескольких лавок, разделённых брандмауэрами. Они отличались исключительной скромностью декора, основными элементами которого являлись открытые металлические галереи первого этажа и высокие мансардные крыши. На первом этаже располагались торговые помещения с парадной аркой, на втором и мансардном — складские и конторские, в каждой лавке имелся подвал. Корпуса Щукина двора имели типовое решение фасадов, декор стен ограничивался венчающим стены широким карнизом. Декор корпусов Апраксина двора, над которыми работал ряд архитекторов, более разнообразен, но для них также характерно типовое решение фасадов, основанное на образцовом проекте Корсини. В 1887 году Суконный ряд был надстроен сообразно фасаду Мариинской линии по проекту Вильгельма Виндельбандта.

## Рынок на рубеже веков
Большая часть торговых лавок во дворах были надстроены третьим и четвёртым этажами, некоторые лавки объединяются и превращаются в большие магазины или оптовые склады. Некоторые корпуса приобретают фасады в стиле неоклассицизма, модерна и рационалистической архитектуры. В 1898 году на площади Щукина двора и Ягодной площади Апраксина двора возводятся торговые корпуса, к торцу Фруктового пассажа со стороны Михайловского проезда была пристроена деревянная часовня в русском стиле. В 1901 году в результате пожара было практически полностью уничтожено здание театра Суворина.
Значительная часть торговцев были выходцами из Ярославской губернии. Они контролировали деятельность фруктовой, чайной, винной и рыбной бирж. Ввиду отсутствия складов на товарной станции Николаевской железной дороги и за неимением кладовых предназначенные для продажи фрукты хранились прямо на рынке под открытым небом.

### Мариинский рынок
В отчёте медицинской полиции за 1897 год отмечается, что «в общем рынок содержится опрятно». В лицевых корпусах было три столовых. В пассаже и соседних линиях располагались «мебельные, обойные, мануфактурные и другие лавки».

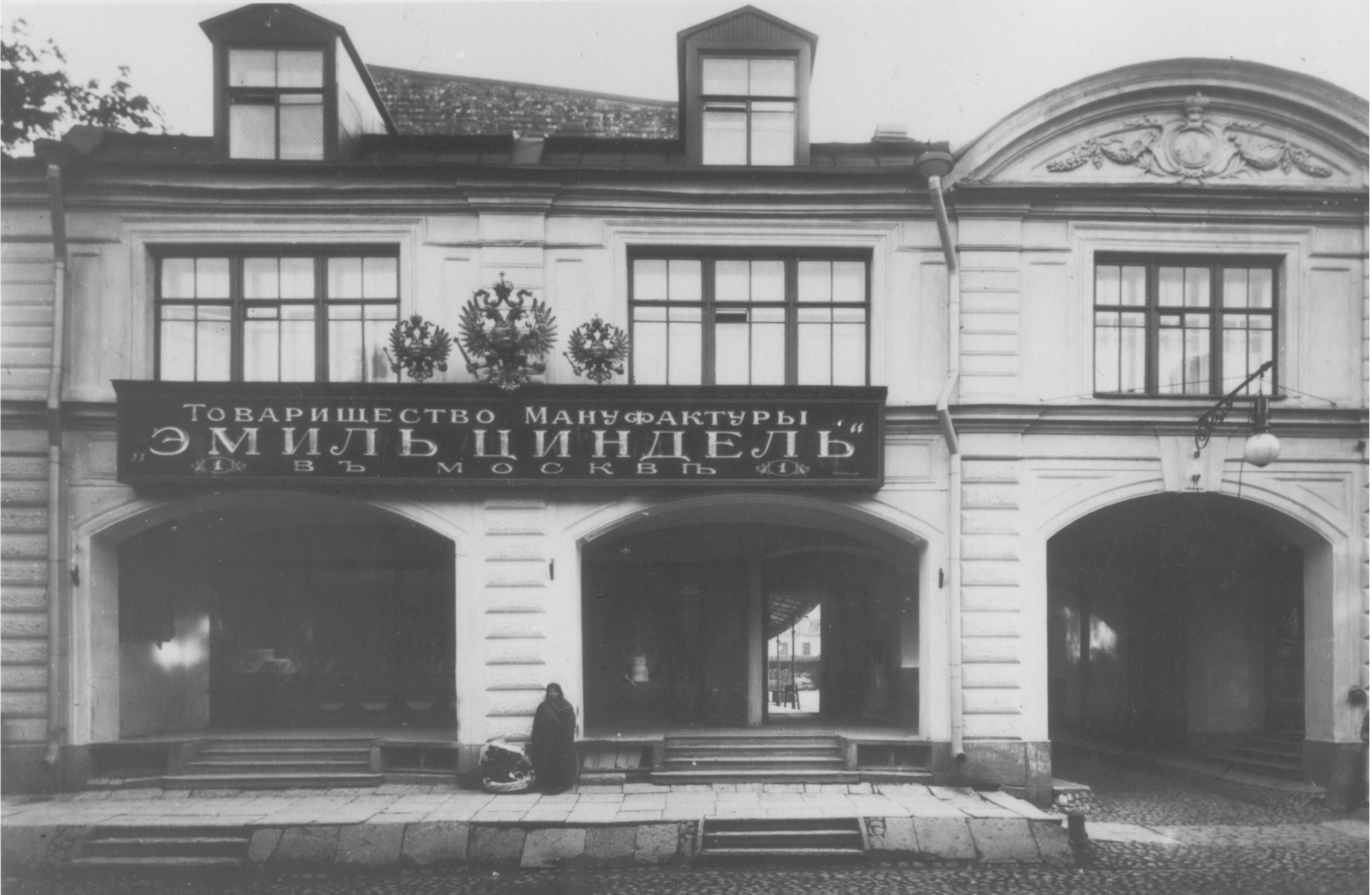
Здание Курятного ряда в Чернышёвом переулке

Рядом с Общественным домом на Чернышёвом переулке находился Курятный ряд с замкнутым внутренним двором, где велась оптовая торговля птицей, в том числе живой. Перья сдавались на рынок другим торговцам. Кули с ним «издавали зловоние, от которого даже сами торговцы спасаются опрыскиванием скипидаром». Домашняя птица поставлялась из Воронежской и Тамбовской губерний. Зимой продавались цыплята из Финляндии и замороженная дичь, с января поставлялись ташкентские и кавказские фазаны. В здании был водопровод, электрическое и газовое освещение, в подвалах хранился лёд.
На площади у Курятного ряда велась торговля сезонными ягодами, здесь же находилась биржа ломовых извозчиков. В Сборное воскресенье на площади проводилась ярмарка породистых птиц. На Благовещение здесь продавали мелких птиц, которых покупатели по традиции отпускали на волю. Торговцы связывали птицам крылья, чтобы те были неспособны далеко улететь и могли быть проданы повторно. К площади примыкала Птичья линия, где продавали домашних и декоративных птиц и других животных, а также рыболовные сети. За ней располагался Фруктовый ряд, где велась торговля фруктами и бакалеей.

### Апраксин рынок

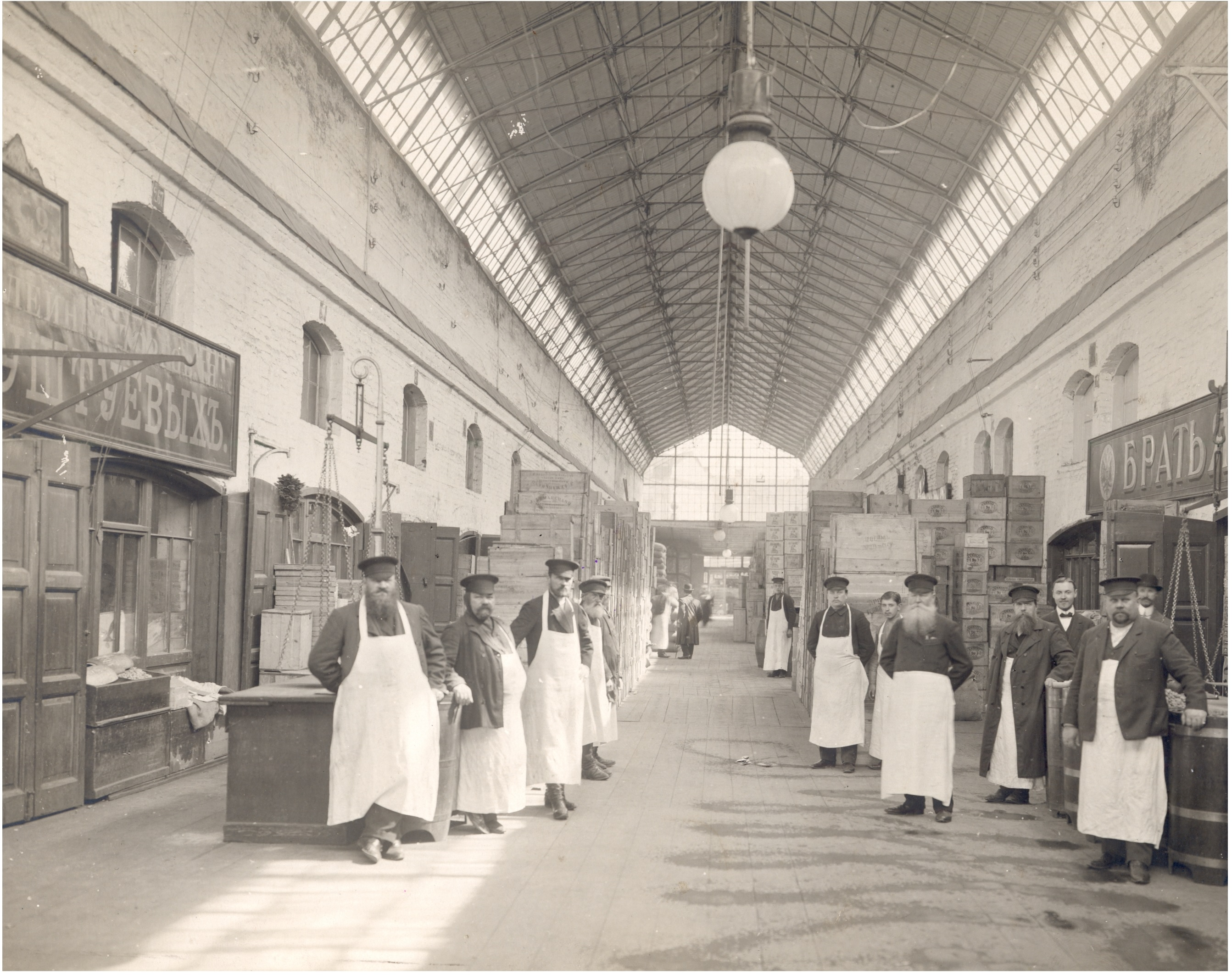
Фруктовый пассаж

На Апраксином рынке, за исключением нескольких мебельных, зеркальных и обойных лавок, торговали преимущественно продовольствием. Главные торговцы располагались в местном пассаже. Из Америки для них поставлялись сухофрукты, из Франции — чернослив, грецкие орехи, финики, сливы, прованское масло, шафран, ваниль, каперсы, сардины, свежий дюшес и яблоки кальвиль, из Англии — кофе и перец, из Испании — виноград, изюм, апельсины и лук, из Италии — лимоны, апельсины, прованское масло, сушёные абрикосы, инжир, кедровые орешки и пармезан, из Венгрии — перловая крупа, из Персии — кишмиш, рис, орехи и шептала. В южных губерниях приобретались местные и импортные орехи, сухофрукты и виноград, в Средней полосе — сушёные и солёные грибы, в Ярославской губернии — сушёный зелёный горошек, цикорий, картофельная мука и патока. Сыр поставлялся из Прибалтийского края, Новгородской и Смоленской губерний, мёд — из Уфы.

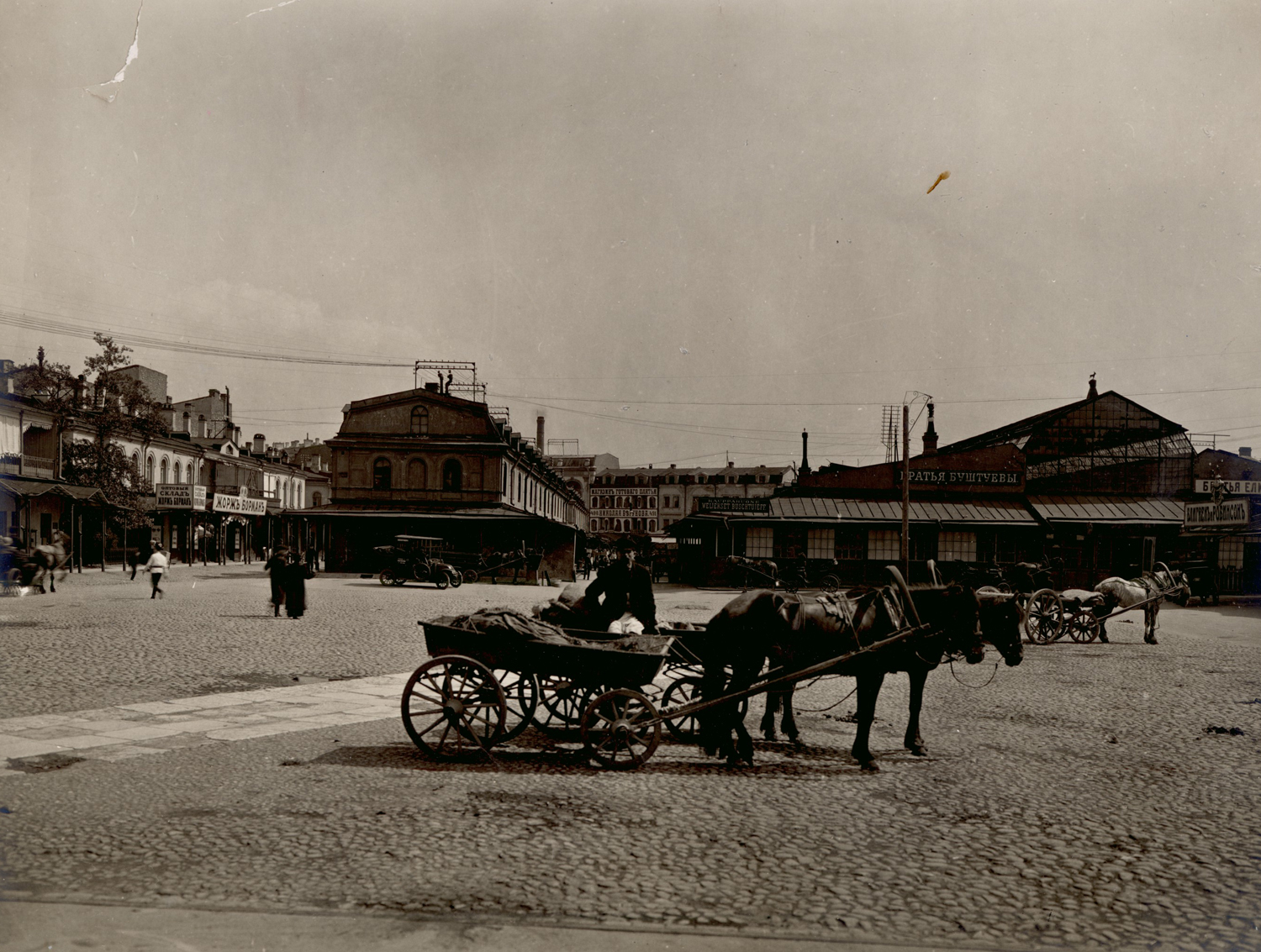
Фруктовая площадь

На северо-западе пассаж выходил на Фруктовую площадь, где располагалось управление 2-го участка Спасской части. В одном из корпусов площади зимой велась оптовая торговля ананасами из Африки и Сингапура (до 600 ящиков в год), цветной капустой из Италии и цитрусовыми; летом — грушами из Тироля и Богемии и бессарабским виноградом. Там же оптом продавали горчичные масло и порошок. С противоположной стороны пассаж выходил на Ягодную площадь: «товар здесь худших сортов и много гнилого».

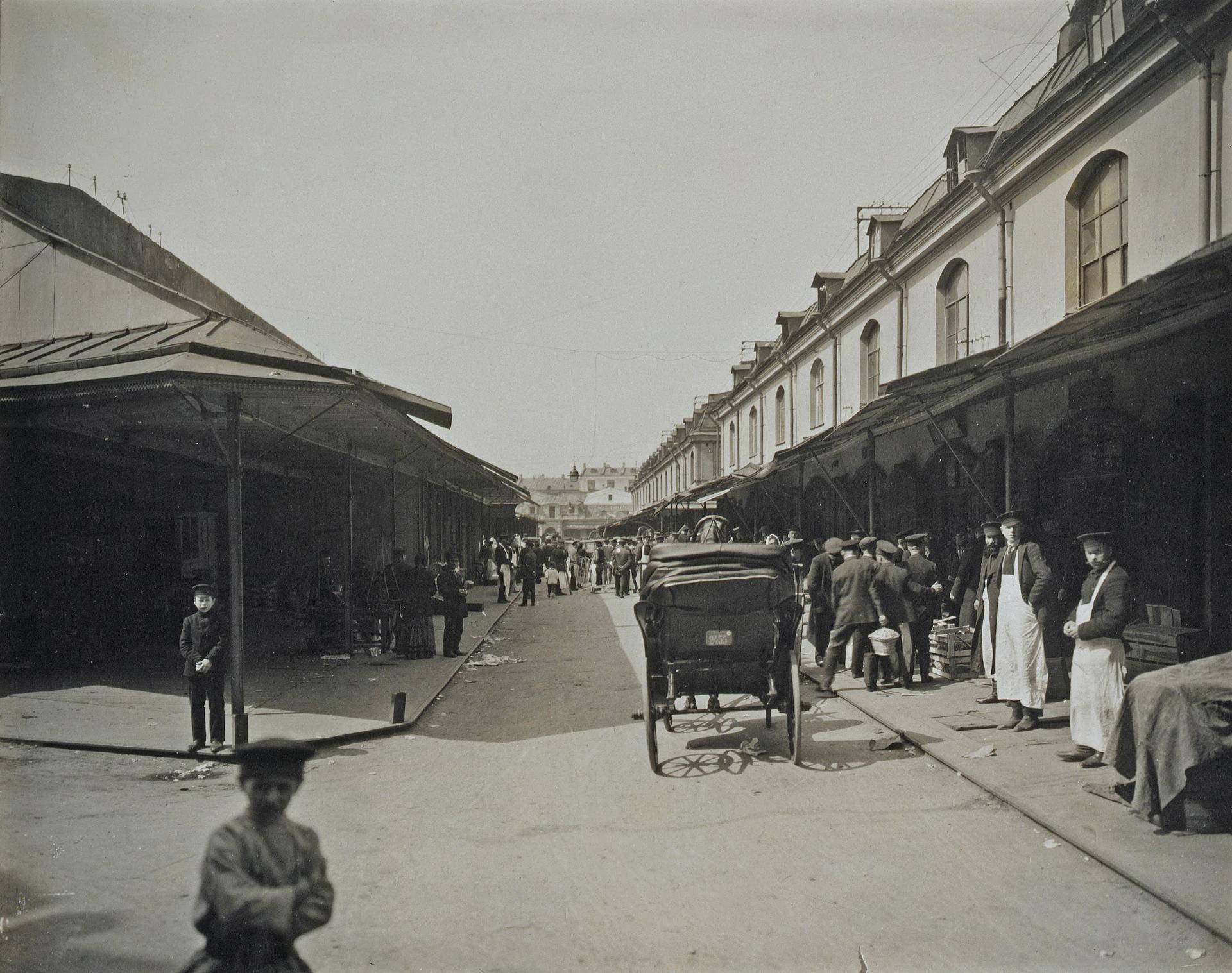
Торговые ряды на Апраксином дворе

Параллельно пассажу с мая по ноябрь велась оптовая и розничная торговля фруктами с внутреннего рынка, главным образом из Польши и Крыма. «Торговля арбузами здесь так обширна, что некоторые из торговцев продают их на несколько сот тысяч рублей в лето… Во всех направлениях распаковываются и ломаются ящики, разбрасываются доски, выкладывается солома, бросаются гнилые фрукты и т. д.; мостовая этой фруктовой ярмарки сплошь покрывается отбросами». На месте нынешнего Дома прессы находилась построенная в 1892 году Михаилом Подобедовым станция для электрического освещения рынка и Малого театра. Вдоль неё была устроена снеготаялка, куда сбрасывалась горячая вода: «яма полна и во время оттепели издаёт зловоние».

## Начало XX века

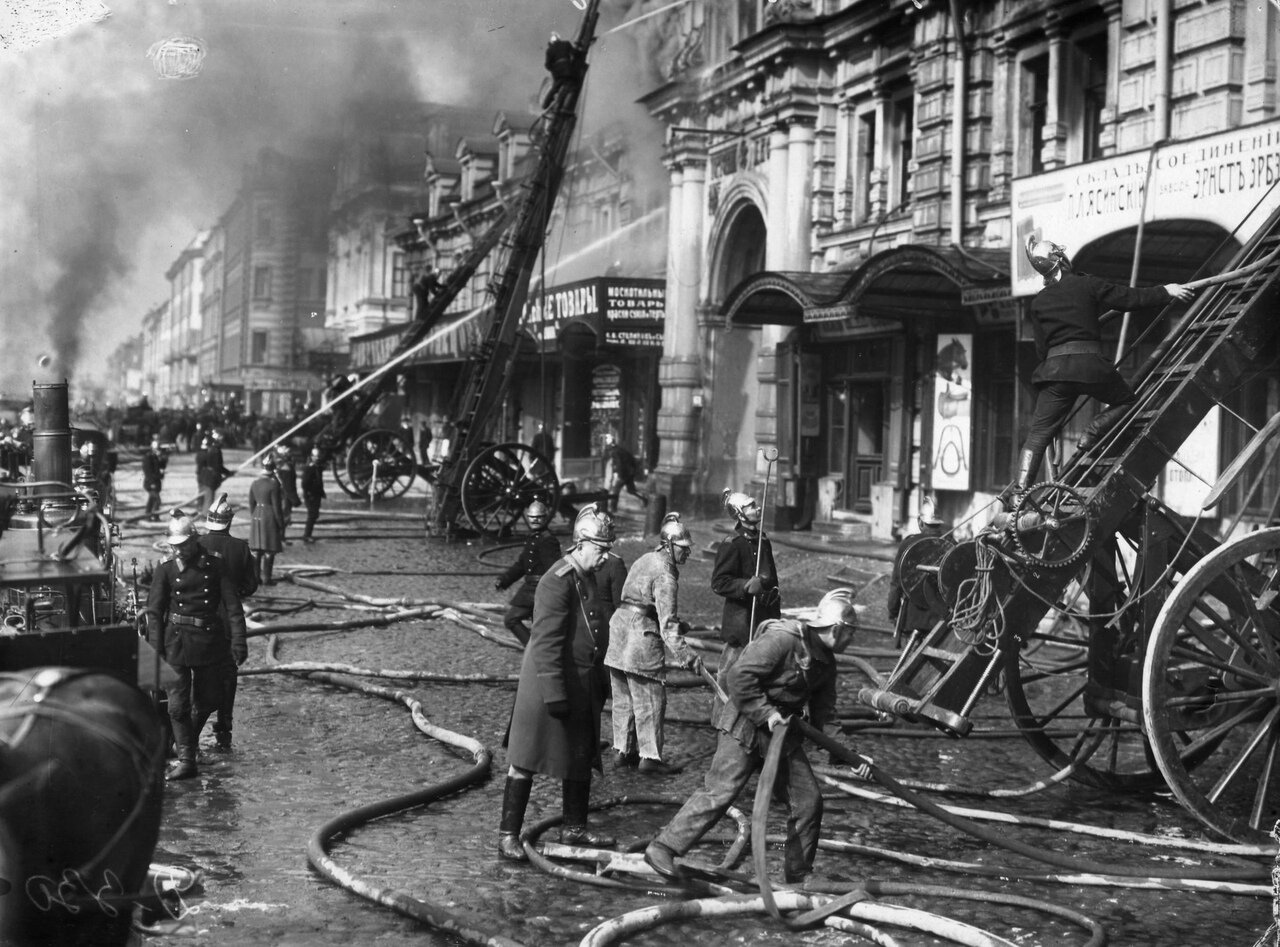
Тушение пожара в корпусе Линевича в 1914 году

В 1912 году надстраивается трёхэтажный корпус над воротами со стороны Суконного ряда и восточная часть уличного корпуса Курятного ряда. 3 июля 1914 года случился ещё один сильный пожар в Апраксином дворе, не нанесший, однако, столь же тяжёлого урона, что в 1862-м. В 1915 году по проекту архитектора Леонида Харламова на месте деревянной часовни у Фруктового пассажа возводится каменная.
К 1913 году на Апраксин двор насчитывал свыше 500 торговых заведений, Мариинский рынок — свыше 270. Во многих источниках Апраксин двор называется крупнейшим в Европе по оптовому товарообороту в период до начала Первой мировой войны.

## После революции

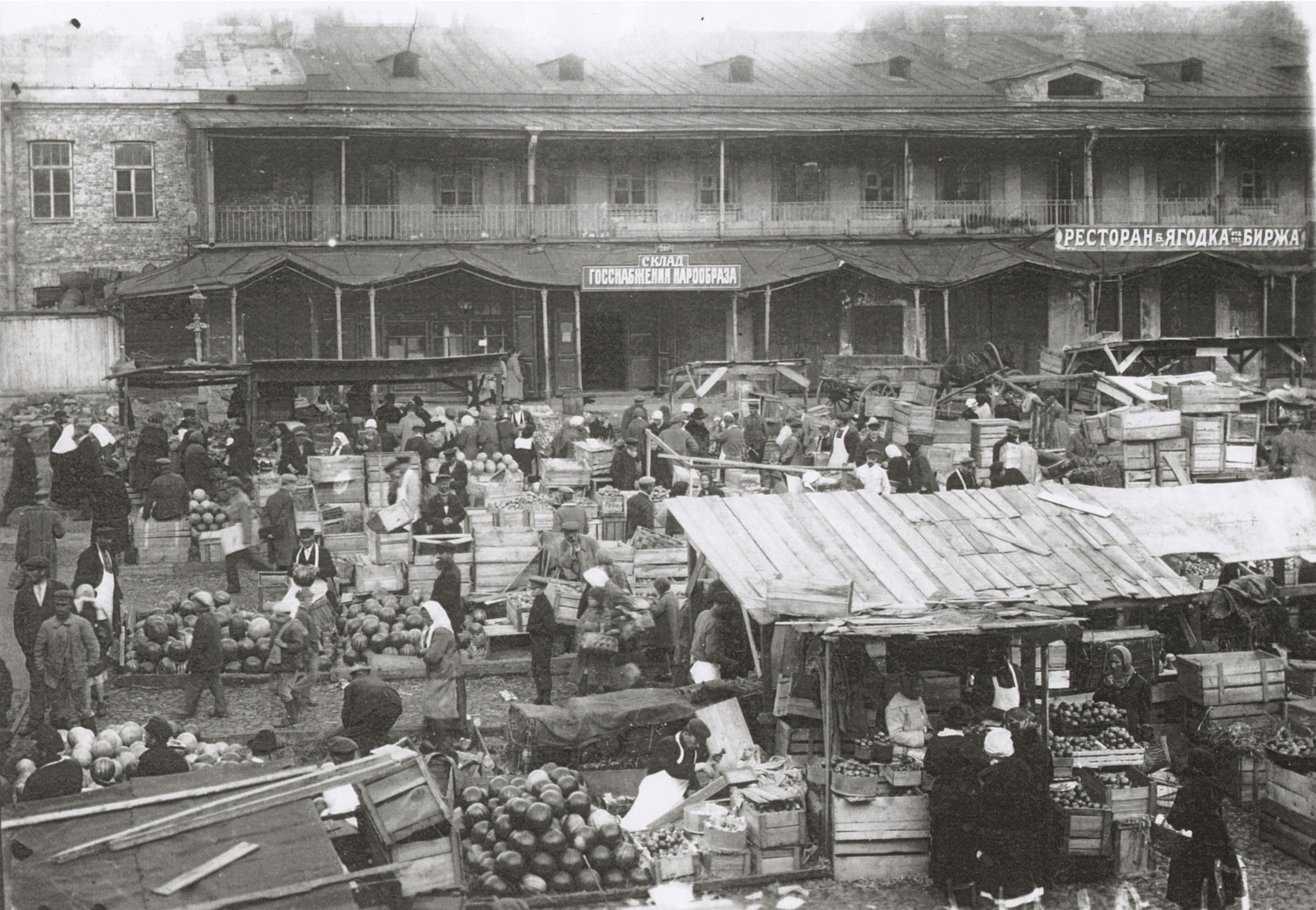
Фруктовый базар на Апраксином дворе, 1924 год

В годы революции и Гражданской войны рынок пришёл в упадок, помещения пустовали, некоторые были отданы под склады. В первые десятилетия Советской власти строительные работы ограничивались внутренними перепланировками. В 1930-е годы Апраксин двор стал центром комиссионной торговли. В лицевых корпусах по Садовой работало три универмага, в дворовых корпусах размещались склады и конторы. В годы Великой Отечественной войны здания Апраксина двора сильно пострадали, часть корпусов подверглась разрушениям от бомбёжек. В блокаду здесь работал пункт выдачи продовольствия. В послевоенные годы территорию отвели под общегородскую складскую зону промышленных товаров. В 1960-е годы на Апраксином дворе размещался единственный в городе магазин по продаже автомобилей.
По мнению историков архитектуры Михаила Мильчика, Александры Аверьяновой и Наталии Глинской наибольший урон объёмно-пространственной композиции Апраксина двора был нанесён в 1960-е годы, когда была застроена Большая линия, а на месте 4 исторических корпусов и церкви возвели железобетонное здание Лениздата. В советское время усилилась изоляция комплекса от окружающего городского пространства: из трёх линий, связывавших внутреннюю территорию с набережной, осталось только одна, были закрыты все парадные входы со стороны Садовой улицы, а также ворота между корпусами на улице Ломоносова. В 1970-е годы производится капитальная перестройка уличного корпуса Курятного ряда: от первоначальной постройки сохранилась только фасадная стена.
На июль 1988 года 102 организации использовали помещения на территории Апраксина двора в качестве перевалочной базы. Здесь также находилось более 20 ведомственных котельных, загрязнявших воздух и фасады зданий. Ленглавархитектуре было поручено разработать «комплексную программу развития Апраксина двора, предусмотрев освобождение от арендаторов, реконструкцию и организацию многофункционального центра».

## Постсоветская эпоха

### 1990-е
В 1990 году ЛенНИПИ Генплана была разработана «Концепция формирования комплекса „Апраксин двор“ как многофункционального центра». Проект был нацелен на сохранение исторического облика комплекса, предполагалось восстановить храм Вознесения. Для его реализации городской совет в 1992 году запретил дальнейшую сдачу в аренду государственной собственности на территории Апраксина двора. В 1993 году утверждается программа реконструкции комплекса, городской администрации предлагается принять меры по переносу вещевого рынка и передаче объектов инвесторам. В 1994 году мэр Анатолий Собчак издаёт распоряжения о выводе вещевого рынка с Апраксина двора на территорию бывшего Троицкого рынка и учреждении «Агентства по реконструкции и развитию Апраксина двора». Контроль за реализацией проекта был возложен на заместителя мэра Владимира Яковлева. «Коммерческий центр „Питер“» бывшего подполковника КГБ Николая Пономарёва становится арендатором Троицкого рынка и совладельцем «Агентства по реконструкции». В 1995 году Яковлев сообщает, что «с территории комплекса полностью удалены торговые киоски», а «подавляющая часть торговцев переведена на вновь созданный Троицкий рынок».

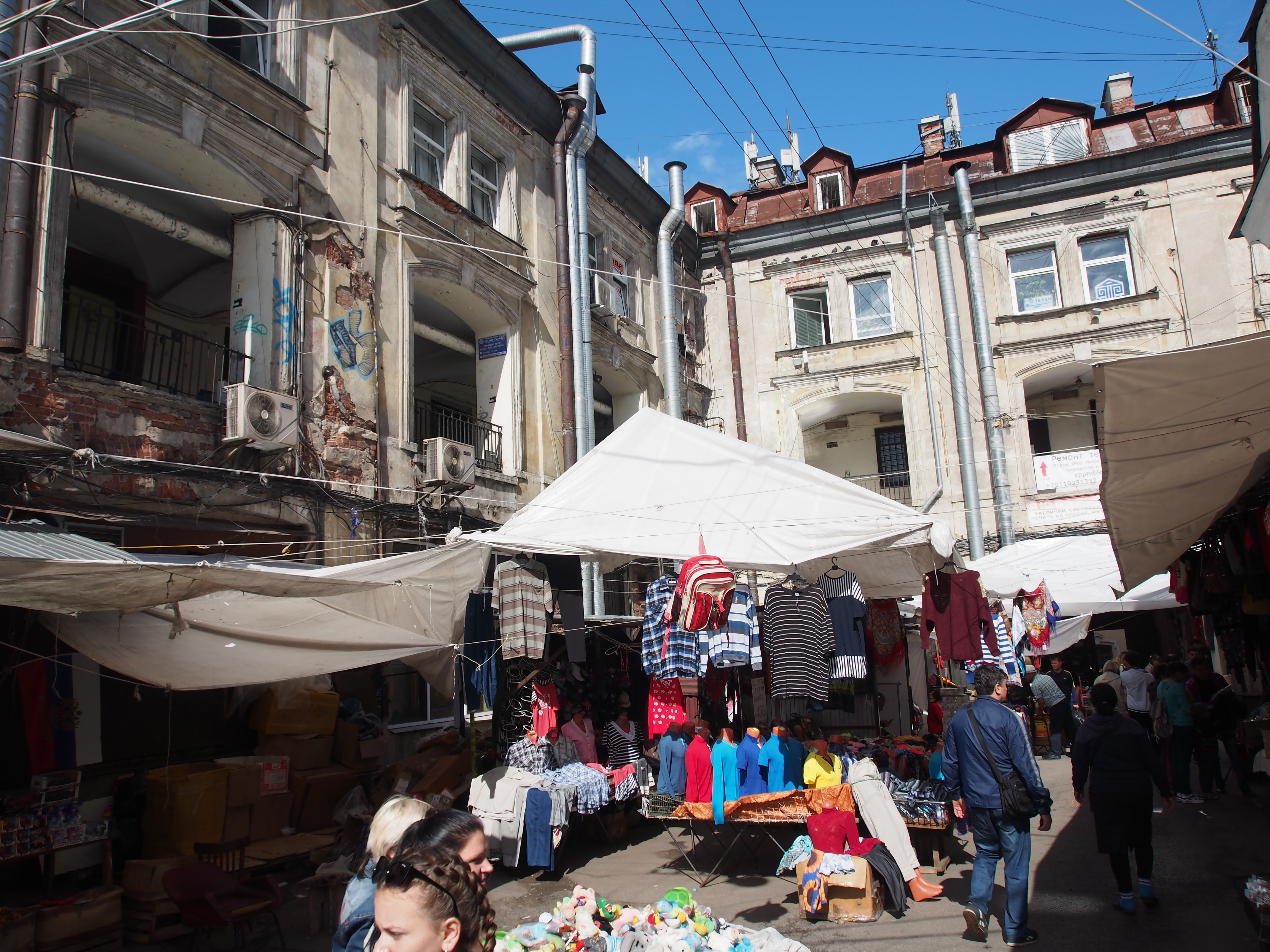
Торговля у внутренних фасадов лицевых корпусов на углу Садовой и Ломоносова

В период приватизации значительная часть площадей перешла в частную собственность. В 1990-е годы Апраксин двор становится одним из крупнейших мелкооптовых рынков города. К концу десятилетия здесь работало около ста коммерческих организаций. Вещевой рынок на Апраксином дворе имел репутацию криминального, аналогично с Черкизовским рынком в Москве — торговля здесь часто велась нелегально, сотрудники не имели документов, среди товаров значительную долю занимал контрафакт. На рынке случались кражи, драки и убийства. При этом благодаря низким ценам он оставался одним из главных центров торговли в городе.

### 2000-е

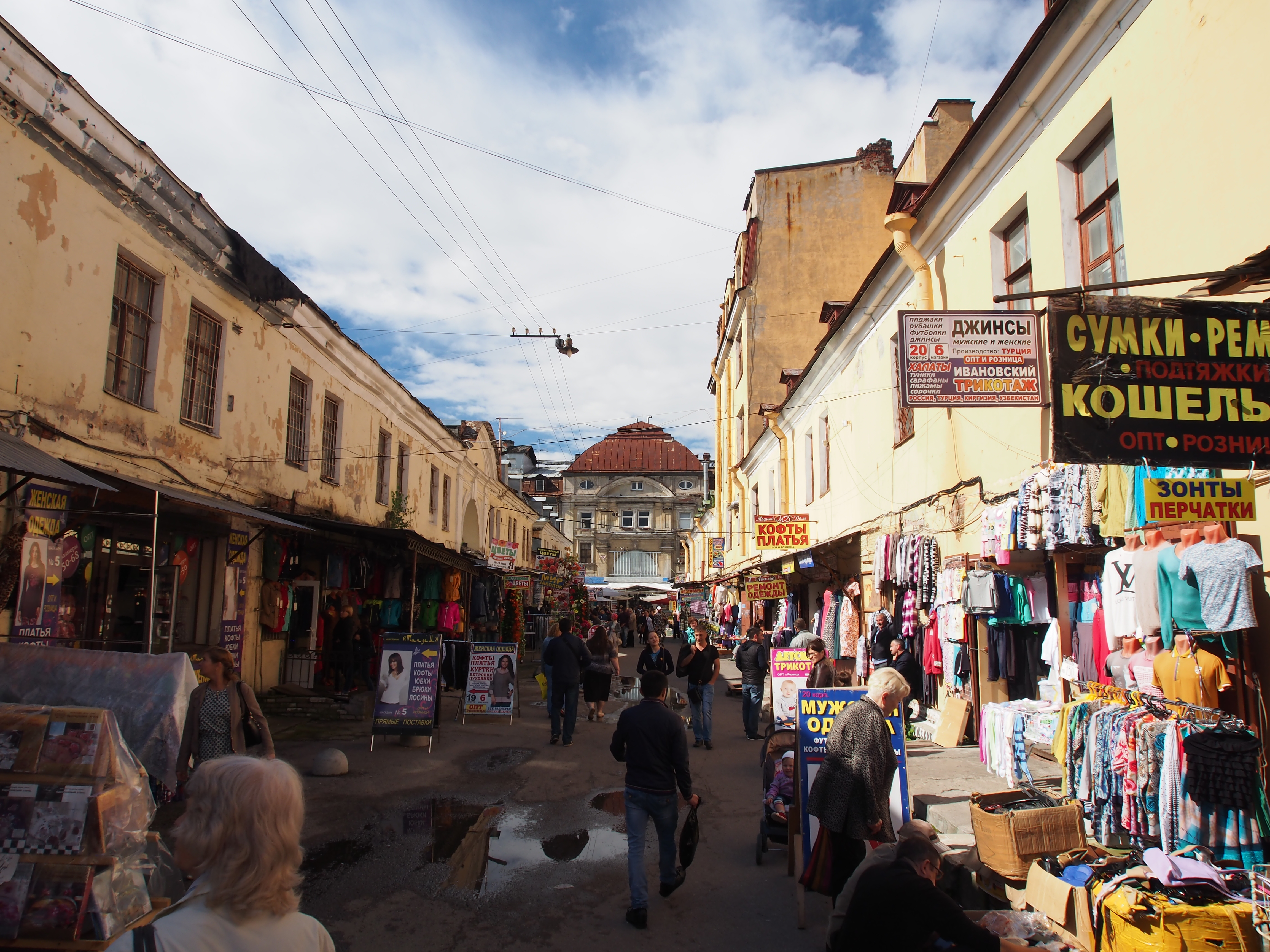
Мариинский проезд. На заднем плане виден надвратный павильон Мариинской линии.

В 2002 году городские власти представили проект реконструкции Апраксина двора. В него входило строительство нового моста через Фонтанку и перепрофилирование территории в торгово-развлекательный комплекс. От этой концепции вскоре отказались.
6 сентября 2007 года городские власти объявили конкурс на реконструкцию Апраксина двора. В 2008 году назвали победителя — им стала компания «Главстрой» из группы «Базовый элемент» предпринимателя Олега Дерипаски. Она обещала вложить в реконструкцию комплекса до 40 млрд рублей и реализовать проект, разработанный архитектурным бюро Wilkinson Eyre Architects. Крис Уилкинсон предложил радикальный проект переустройства «Апраксина двора», включавший создание футуристичного стеклянного облака-купола над новым мостом через Фонтанку и реконструкцию исторических корпусов. В 2008—2009 годах был построен Гражданский рынок на улице Руставели, предназначенный для вывода торговли из Апраксина двора. Компания «Главстрой СПБ» утверждала, что «ещё до конца 2012 года Апраксин двор прекратит своё существование».

### 2010-е

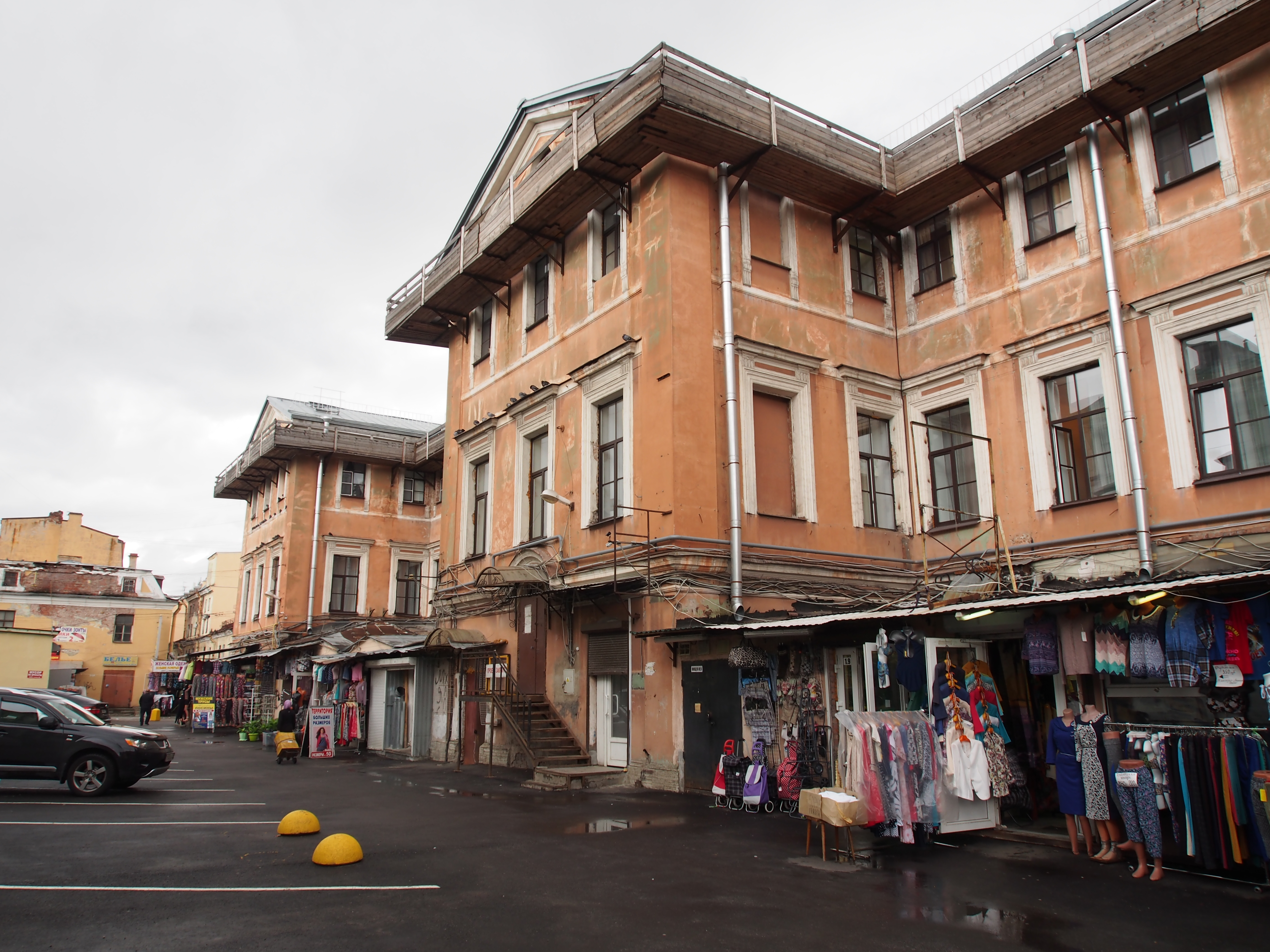
Здание бывшей Мариинской гостиницы

В 2010 году большая часть корпусов Апраксина двора получила статус объекта культурного наследия, после чего концепция Уилкинсона стала неприменима, и проект остался нереализованным.

В феврале 2013 года петербургские власти объявили о том, что они не будут продлевать контракт с «Главстроем-СПб», поскольку за четыре года компания так не приступила к работам. Город заказал новый проект развития Апраксина двора у бюро Тимура Башкаева. Предложенная им концепция предлагала отдать 40 % площадей под коворкинги, музеи и образовательные центры, а остальные 60 % сделать офисами и апартаментами. Этот проект реализован не был.

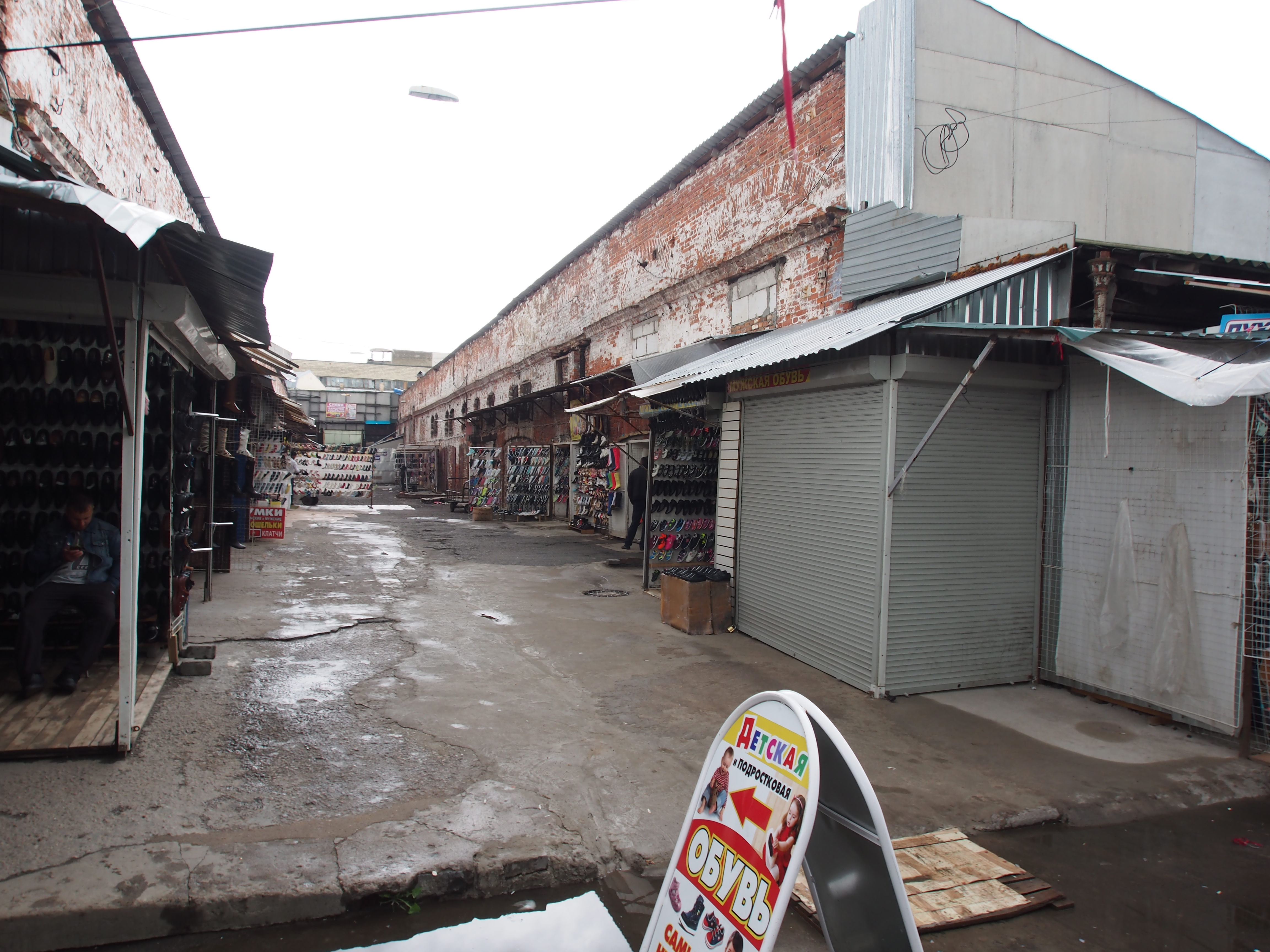
Современное состояние корпусов Ягодных рядов

После него концепцию создания жилого квартала с пешеходной зоной и торговым пространством предложила «Студия 44» Никиты Явейна. Проект был разбит на шесть этапов: первыми предлагалось реконструировать пассажи, западный брандмауэр и Яблочную площадь. Следующие этапы предполагали создание целевых кварталов — музейного, театрального и креативного, реставрацию Щукина двора, фруктовых рядов и восточного брандмауэра. Фактические работы так и не были начаты, через Арбитражный суд в апреле 2018-го город расторг соглашение с «Главстроем-СПб».
В 2018 году концерн «Питер», владевший 65 тыс. м² площади на Апраксином рынке, получил от городских властей статус стратегического инвестора. Была создана дочерняя структура «Питера» под названием ООО «Инвестиционно-строительная компания „Апраксин двор“», которая обязалась к 2025 году приспособить к современному использованию 21 объект недвижимости комплекса, вложив в проект 5,1 млрд рублей.

### 2020-е

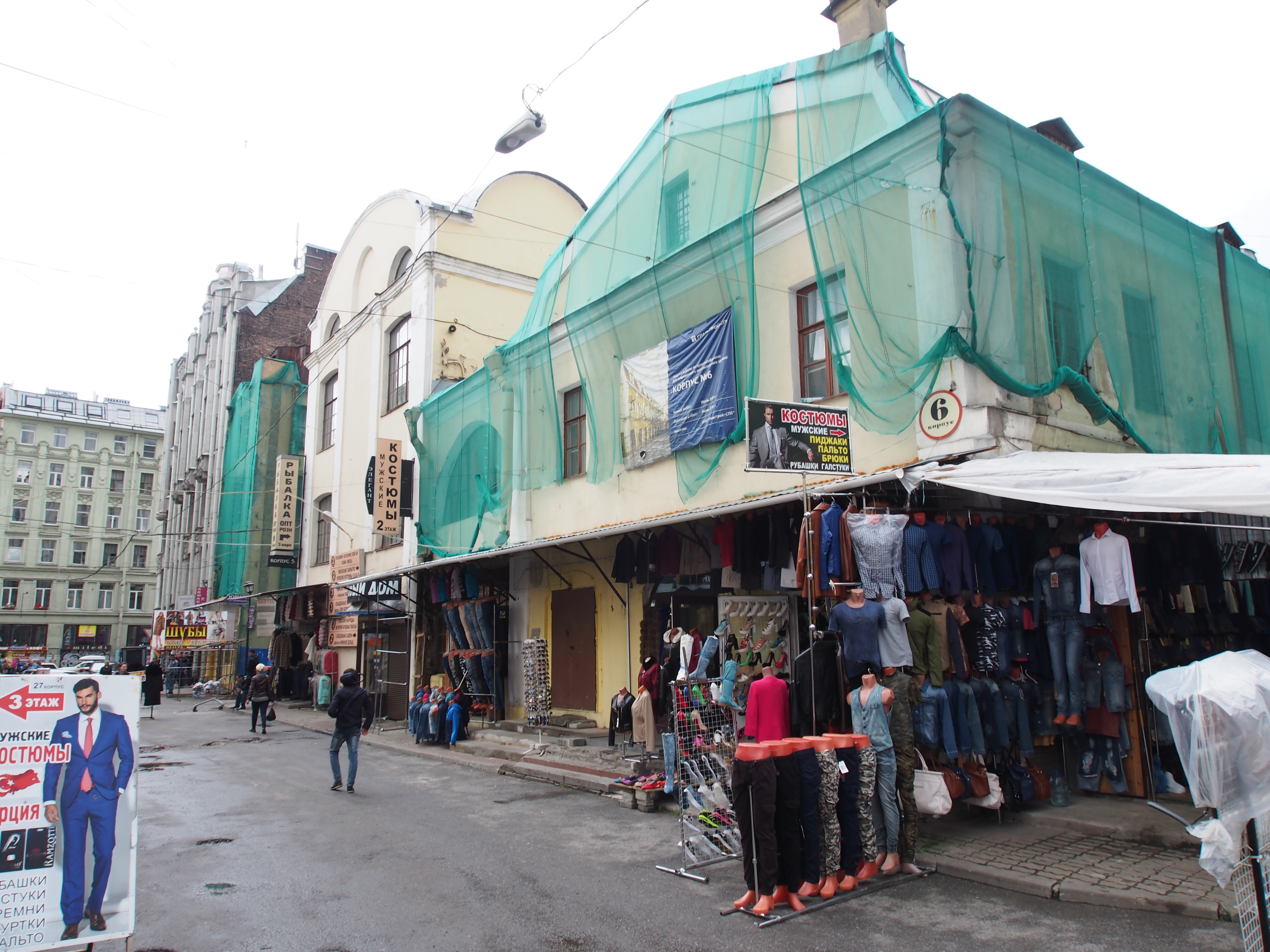
Корпуса у Воронинского проезда

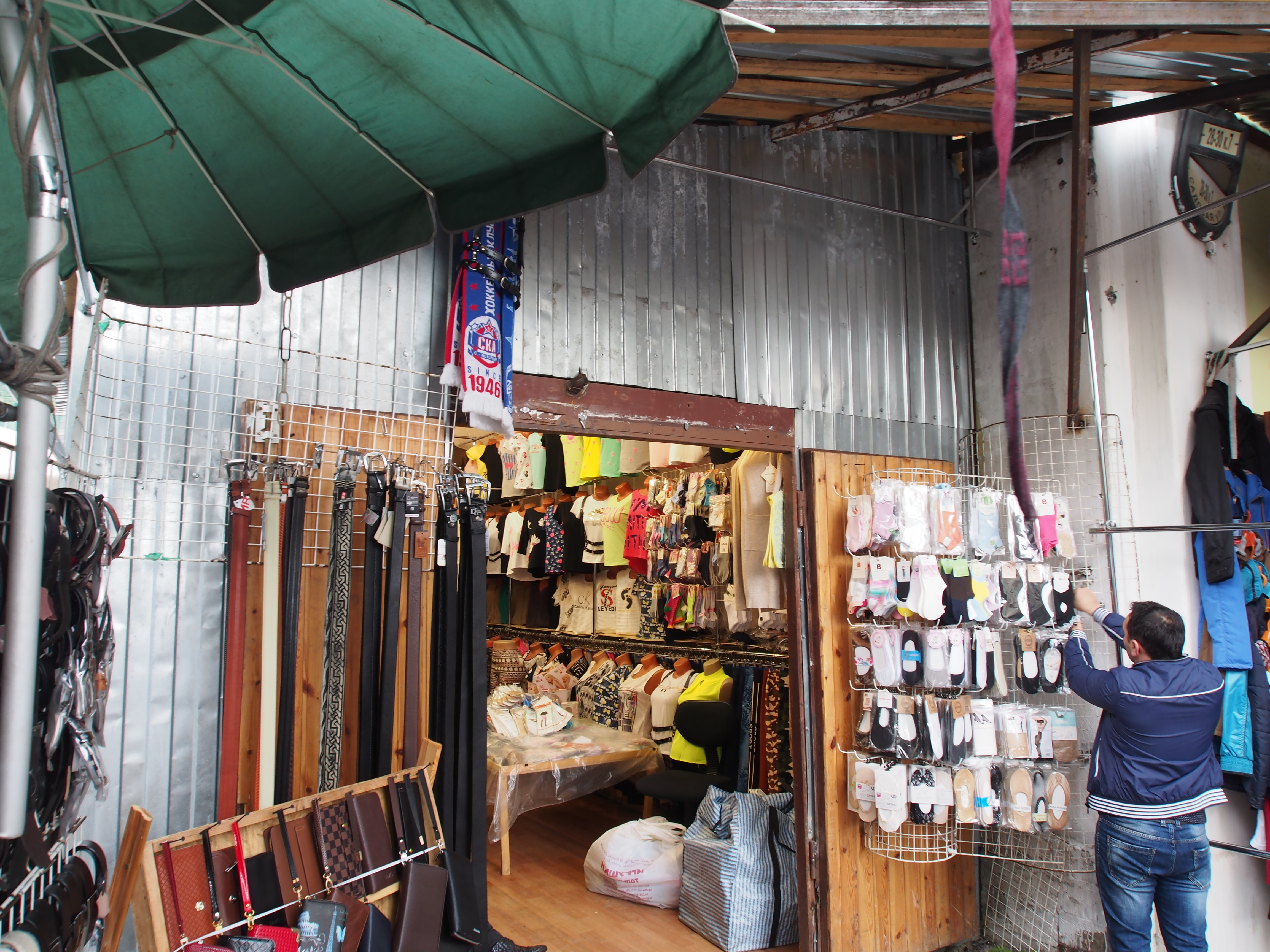
Магазин одежды, пристроенный к 7 корпусу Апраксина двора

По состоянию на 2022 год Апраксин двор включал 57 корпусов, из которых 27 находились в собственности Петербурга, 17 — в смешанной, остальные принадлежали частным лицам.
В 2022 году на ПМЭФ вице-губернатор Петербурга Николай Линченко и президент GloraX Андрей Биржин подписали соглашение о комплексном развитии нескольких городских территорий, в том числе Апраксина двора. Девелопер в партнёрстве с концерном «Питер» планировал вложить до 50 млрд рублей в его реконструкцию и приспособление под современное использование как общественно-делового комплекса. Реконструкция сроком в пять лет должна была стартовать в 2023—2024 году.
Но в конце 2022 года городское правительство неожиданно сдало в трёхлетнюю аренду 29 объектов в девяти корпусах Апраксина двора. Этот шаг стал ещё одним препятствием к проведению реконструкции — теперь для её начала девелоперу пришлось бы помимо частных лиц, владеющих площадями на рынке, в судебном порядке урегулировать споры и с арендаторами. После обращения градозащитников глава СК РФ Александр Бастрыкин поручил провести проверку о бездействии городских властей в отношении реконструкции Апраксина двора.
В феврале 2023 года первый вице-президент и совладелец GloraX Александр Андрианов заявил в СМИ, что подписанное на ПМЭФ соглашение носило декларативный характер, не обязывающий компанию к конкретным действиям и срокам. Андрианов сообщил, что GloraX всё ещё не решила, будет ли брать проект в работу.
20 марта 2025 года был проведён первый в году рейд по сносу незаконных построек.. В результате был снесён 31 ларёк. 4 апреля был проведён второй рейд. За ходом рейдов следил лично губернатор города Александр Беглов, отмечая в своём телеграм-канале, что «за последние полгода было составлено более 200 протоколов» и что «изъят товар на сумму более 10 млн руб.»

## Проезды Апраксина двора
Проезды Апраксина двора носят свои, исторически сложившиеся названия:
- Алекса́ндровская ли́ния проходит от Чернышёвского до Графского проезда. Название дано 17 августа 1863 года по Александровскому торговому ряду, который был назван в честь А. А. Суворова.

- Воро́нинский прое́зд проходит от Чернышёвского проезда до Апраксина переулка. Название появилось в 1860-е. Наименован в честь М. С. Воронина, чьи торговые ряды здесь располагались.

- Воскресе́нский прое́зд проходит от Мариинского до Чернышёвского проезда. На Чернышёвский проезд выходит через арку дома № 28 (корпус № 15) по Садовой улице.

- Гра́фский прое́зд проходит от Александровской линии до Михайловского проезда. Название появилось в 1904 году. Происхождение неизвестно.

- Еле́нинский прое́зд проходит от Графского до Чернышёвского проезда. Название известно с 1860-х. Происхождение не установлено.

- Инструмента́льная ли́ния проходит от Воронинского проезда до набережной реки Фонтанки. Название известно с 1904 года. Связано с тем, что здесь торговали строительными инструментами.

- Куря́тная ли́ния проходит от Фруктовой линии до улицы Ломоносова. Название появилось в начале XX века. Связано с тем, что здесь торговали курами.

- Марии́нский прое́зд проходит от безымянного проезда до Воскресенского проезда. Название существовало с 1904 года по 1910-е. Назван по Мариинскому рынку.

- Миха́йловский прое́зд проходит от Чернышёвского проезда до Апраксина переулка. Выезд на Апраксин переулок закрыт. Назван в 1860-е в честь владельца лавок.

- Москате́льная ли́ния проходит от безымянного проезда до Воскресенского проезда. Название известно с 1904 года. Связано с тем, что здесь торговали москательными товарами, то есть предметами бытовой химии: красками, клеями и др.

- Степа́новский проезд проходит от Ягодного проезда до Апраксина переулка. С 1849 по 1853 год назывался Вновьпроложенная улица, включал современный Торговый переулок. Современное название появилось в 1860-е в честь Степана Фёдоровича Апраксина, установлены современные границы.

- Суко́нная линия проходит от безымянного проезда до Воскресенского проезда. Название дано в 1904 году. Связано с тем, что здесь торговали сукном.

- Фрукто́вая линия проходит от Воскресенского проезда до Торгового переулка. Название дано в 1904 году. Связано с тем, что здесь торговали фруктами.

- Чернышёвский проезд проходит от Александровской линии до Ягодного проезда. Название появилось в 1860-е. Назван по Чернышёву переулку. С 16 января 1964 года по 8 октября 2007 года не имел названия.

- Ягодный проезд проходит от Степановского проезда до Михайловского проезда. Название появилось в начале XX века. Связано с тем, что здесь торговали ягодами.

- Я́блочная пло́щадь находится на пересечении Воронинского, Воскресенского, Еленинского и Чернышёвского проездов. Название дано в 1904 году. Связано с тем, что здесь торговали яблоками. С 1910-х по 8 октября 2007 года не имела названия.

## Транспорт
Ближайшие станции метро до Апраксина двора:
- Невский проспект,  Гостиный двор (пешком 710 м),
- Владимирская,  Достоевская (1,24 км),
- Сенная площадь,  Спасская,  Садовая (820 м).

### Комментарии
1. ↑  В 1718 году город был поделён на пять административных частей. Вся территория между Фонтанкой и Невой называлась Адмиралтейским островом[5]. На городском плане 1738 года также отмечен дом Яна Гови на Мойке.
2. ↑  На тот момент в неё входили территории между Мойкой и Фонтанкой.
3. ↑  В прессе в качестве фактического хозяина «Питера» назывался Александр Эбралидзе[46][47][48][49].